# Strzał (pétanque)
Strzał – obok puenty jedno z dwu podstawowych zagrań stosowanych podczas gry w pétanque. Celem strzału podczas rozgrywki pétanque jest pozbywanie się z pola gry bul przeciwnika. Prowadzi to do osiągnięcia przewagi taktycznej lub zdobywania punktów (wybicia punktujących kul przeciwnika). Różnorodność indywidualnych stylów wykonywania strzału nie odbiega od wielości rodzajów wykonywanej puenty.
Istnieją jednak dwa, a pod względem kontaktu z podłożem, skrajne rodzaje strzału:
- strzał w żelazo (fr. tir au fer) zwany również strzałem na blachę, najczęściej stosowany typ strzału. Oprócz ewidentnej skuteczności jaką pozwala osiągnąć w grze, technika ta jest również efektowna. Niezaprzeczalnie widowiskowe jest trafianie strzałem z powietrza, z pomocą kuli o średnicy około 75 milimetrów kuli o podobnej średnicy jednak oddalonej o 6 do 10 metrów. Trafione strzały nagradzane są przeważnie brawami. Szczególny aplauz widzów wywołuje carreau

W konkurencji strzału precyzyjnego strzał w żelazo jest praktycznie jedyną skuteczną techniką rzutu. Z racji ograniczeń jest to również jedyna technika dopuszczalna. Kula nie może upaść przed okręgiem w środku którego (z wyjątkiem ustawienia 5.) stoi cel. W samej grze nie istnieją podobne ograniczenia, a strzał może być wykonywany dowolnym wariantem techniki
- strzał raflem (fr. tir a la rafle) zwany również strzałem toczonym. Strzał toczony jest używany częściej przez początkujących strzelców. Nowi gracze stosują go jakby intuicyjnie, być może przez skojarzenie z kręglami. Na ogół jest mniej efektywny. Jednak przy spełnieniu kilku warunków – równym, pozbawionym nierówności terenie i braku przeszkód w postaci bul pomiędzy rzucającym a celem – może być skuteczny. Zdarza się, że mimo używanej dla takiego stylu gry nazwy „styl marsylski” strzał ten traktowany jest jakby lekceważąco lub pogardliwie przez doświadczonych graczy. To nastawienie wywodzi się być może od macierzystej dla petanque, gry prowansalskiej, gdzie strzały toczone były zakazane[1].

W grze podwójnej (dublety) i potrójnej (triplety) zawodnik drużyny, którego podstawowym zadaniem jest wybijanie kul przeciwnika nazywany jest strzelcem. Zawodnik w grze pojedynczej (single, tete-a-tete), nawet jeśli szczególnie często stosuje strzał jako element taktyki gry, nie jest nazywany strzelcem. Choć podczas strzału kula nie musi, a czasem nawet nie powinna, pokonywać drogi do kuli przeciwnika z dotknięciem ziemi, strzał uchodzi za rzut trudniejszy do wykonania niż puenta. W przypadku strzału minimalna pomyłka sprawia, że bula nie trafia w cel, a często toczy się później poza bulodrom. W przypadku nieudanej puenty, strata nie jest tak spektakularna. Odmiennością pétanque od części innych gier jest widowiskowość zagrywek defensywnych. Mimo że właśnie strzał jest zagrywką defensywną (prowadzi do pozbawienia przeciwnika punktujących kul w polu gry), to właśnie gra z większą liczbą strzałów (wybić) jest bardziej dynamiczna i uchodzi zwykle za bardziej widowiskową.